# Tarachodes nubifer
Tarachodes nubifer är en bönsyrseart som beskrevs av Sjostedt 1930. Tarachodes nubifer ingår i släktet Tarachodes och familjen Tarachodidae. Inga underarter finns listade i Catalogue of Life.